# Escudo de Yemen
El escudo de Yemen fue adoptado el 22 de mayo de 1990.
Se trata de un halcón de oro (dorado) con las alas extendidas que porta sobre su pecho un escudo en el que figuran, en un campo de plata (gris o blanco) con filiera (borde estrecho) de oro, cuatro ondas de azur (azul) que simbolizan al mar; una representación del Marib Dam (una construcción histórica) de oro surmontada por una rama de la planta del café representada de sínople (verde) y gules (rojo).
El halcón sostiene con las garras una cinta de oro que contiene una inscripción en árabe con el nombre oficial del país: الجمهورية اليمنية “Al-Jumhuriyyah Al-Yamaniyah” (“República de Yemen“).
El halcón está flanqueado por dos banderas nacionales pasadas en aspa.

## Yemen del Norte
De 1945 a 1990 el Yemen estuvo dividido en dos estados, el Yemen del Norte y el Yemen del Sur (antes, Federación de Arabia del Sur). El Yemen del Norte tenía un escudo muy similar al utilizado actualmente por la República del Yemen. Para 1962 se cambia por un águila de Saladino dorada con la bandera nueva en el sinople, luego se cambió por una versión del águila, el mismo cambio ocurrió en 1966.

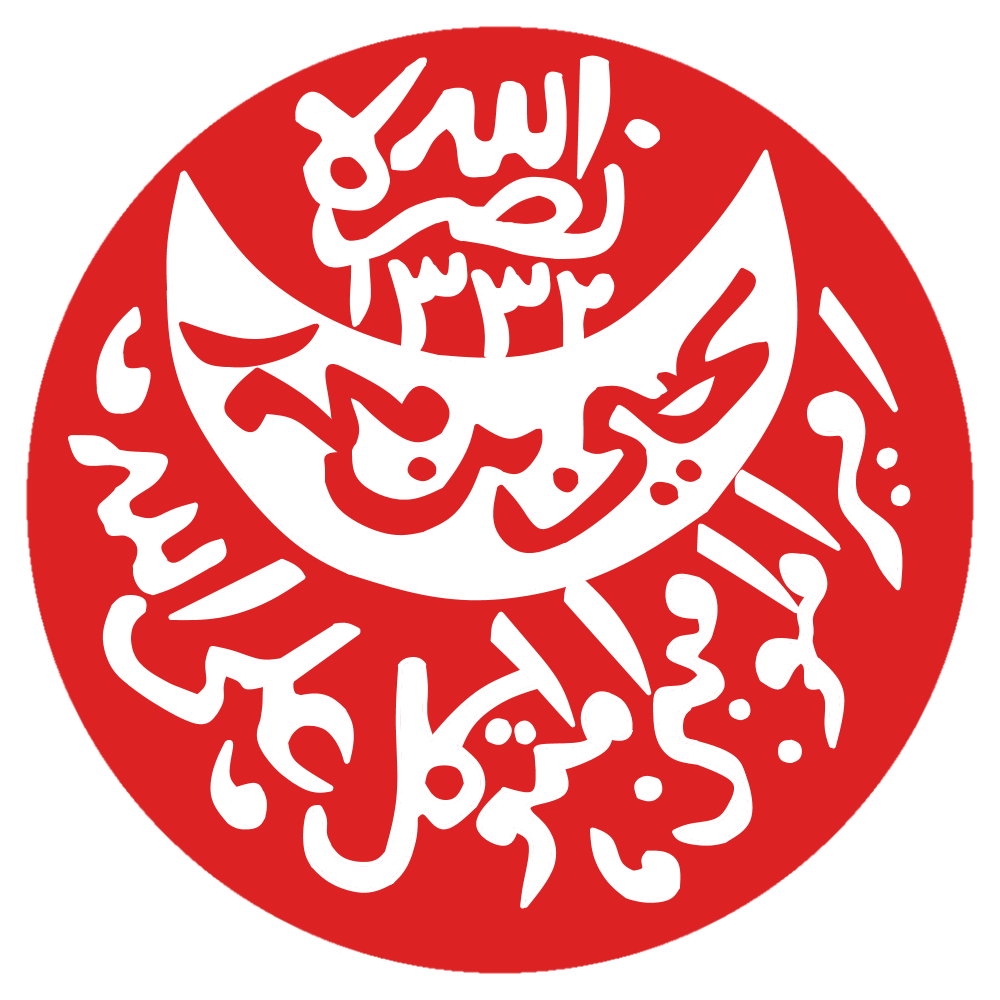
Emblema de Yahya Muhammad Hamid ed-Din, Imán de Yemen
Escudo de armas del Reino de Yemen (1918-1962)
Emblema de la República Árabe de Yemen (1962-1966)
Emblema de la República Árabe de Yemen (1967-1974)
Escudo de armas de la República Árabe de Yemen (1974-1990)

## Yemen del Sur
El Yemen del Sur (cuando era conocido como Federación de Arabia del Sur), tenía un escudo conformado por una creciente con estrella envuelta con un par de cintas con la bandera nacional y una jambiya en el medio. Para 1967 se creó un escudo similar al de Egipto e Irak -y, antiguamente, Siria y Libia-, con el Águila de Saladino en tono pardo y con el nombre del país جمهورية اليمن الجنوبية الشعبية Jumhuriyyat al-Yaman al-Janubiyah al-Ša`biyah (República Popular del Yemen del Sur).

Escudo de armas de la República Popular del Yemen del Sur (1967-1970)
Escudo de armas de la República Democrática Popular del Yemen (1970-1990)

## Federación de Arabia del Sur

Escudo de armas de la Federación de Arabia del Sur, (1959–1962)
Emblema de la Federación de Arabia del Sur (1962-1967)

## Estados

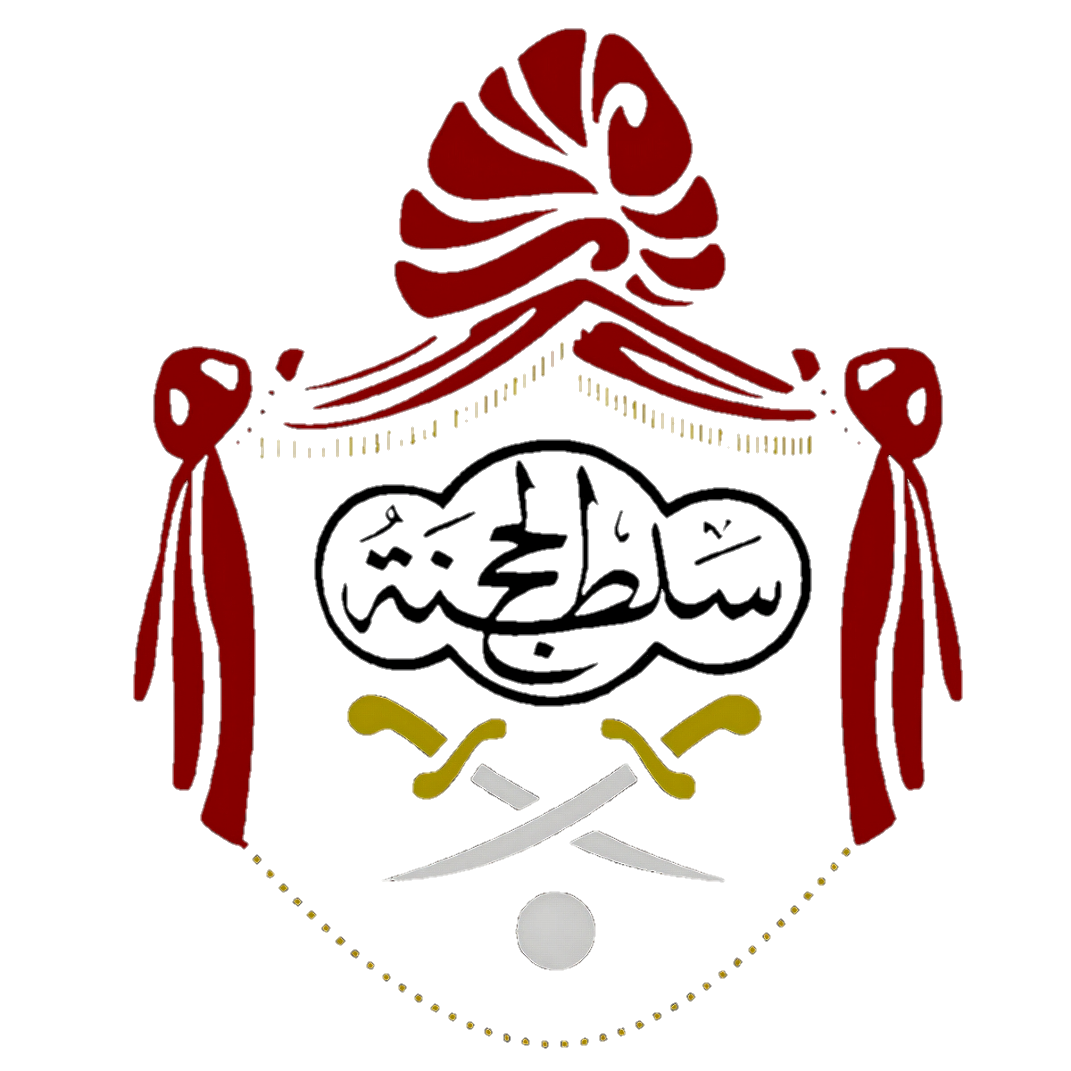
Emblema del Sultanato de Lahej
Emblema del Sultanato del Bajo Yafa

## Federación de Arabia del Sur

Emblema del Estado del Alto Yafa antes de 1967
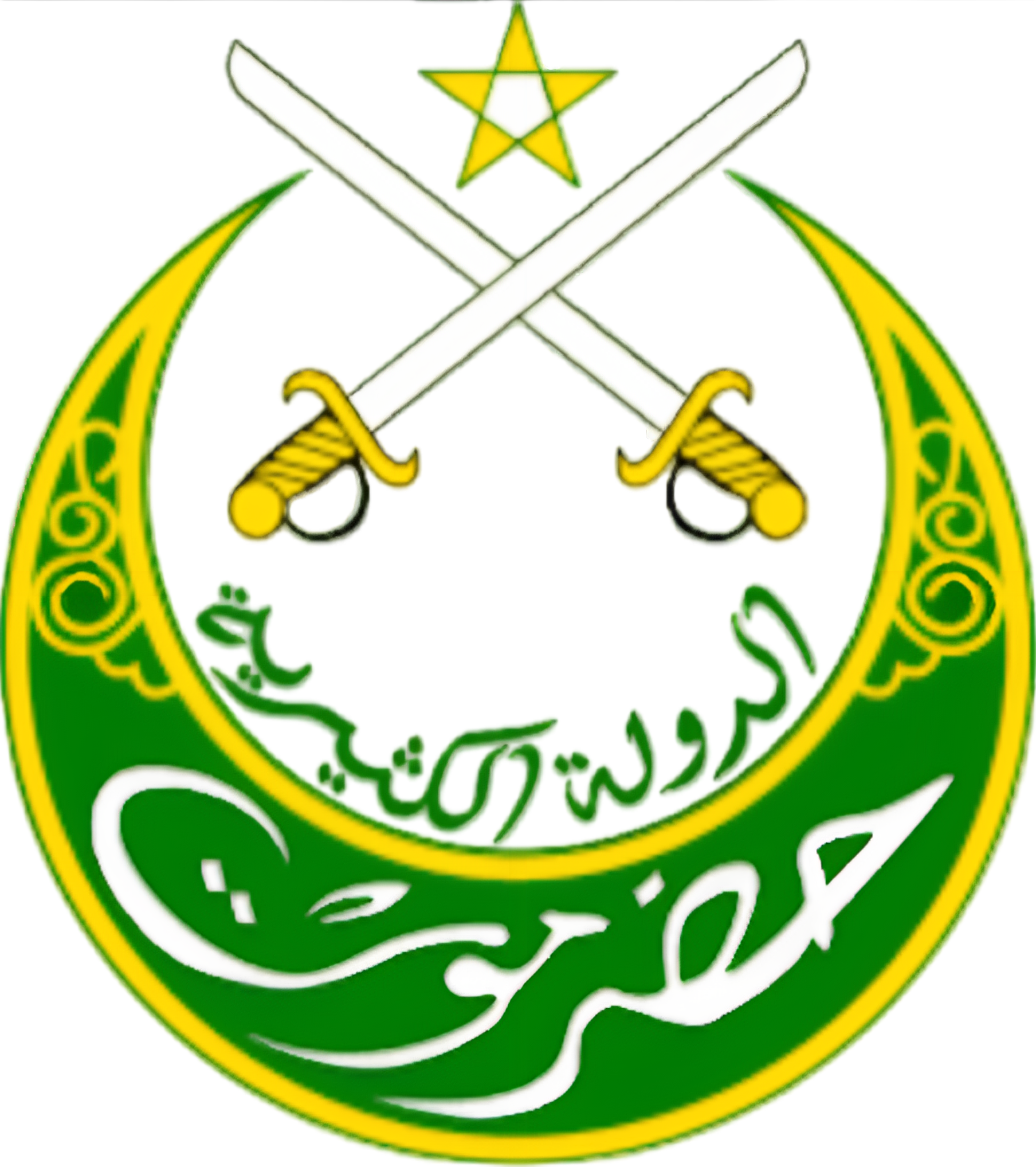
Emblema del Estado Kathiri de Seiyun antes de 1967
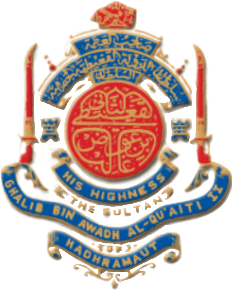
Emblema del Estado Quaiti de Shihr y Mukalla antes de 1967

## Colonia de Adén

Insignia de la Colonia de Adén (1937–1963)

## Gobierno

Emblema del Ministro del Interior
Emblema de las Fuerzas Armadas de la República del Yemen
Emblema del Ejército de Yemen
Emblema de la Armada de Yemen